# Духанина, Любовь Николаевна
Любо́вь Никола́евна Духа́нина (род. 5 октября 1958 года,Чаплыгин, Липецкая область) — советский, российский общественный и политический деятель, депутат Государственной думы Российской Федерации VII созыва (2016-2021), член фракции «Единая Россия», член счётной комиссии Госдумы, заместитель председателя комитета Госдумы по образованию и науке.

## Биография
В 1981 году окончила Московский инженерно-физический институт (с 2009 года — Национальный исследовательский ядерный университет «МИФИ») по специальности «инженер-математик». Затем окончила Академию внешней торговли (1995) и Академию повышения квалификации работников образования Российской Федерации. В 1991 году получила учёную степень кандидата исторических наук. В 2004 году в Российской академии образования защитила диссертацию доктора педагогических наук.
С 1981 по 1986 год работала в Московском инженерно-физическом институте в должности младшего научного сотрудника. С 1986 по 1987 год работала в Красногвардейском районном комитете комсомола в должности второго секретаря (Москва). С 1987 по 1990 год работала в Красногвардейском райкоме КПСС в должности заведующей идеологическим отделом. С 1990 по 1992 год работала в АО «Мостелеком» заместителем директора. С 1993 по 1996 год работала в должности генеральный директор АОЗТ «Ферентис» и ООО «С-Инвест». В 1992 году учредила частную школу «Наследник», которая в дальнейшем развивалась в обширную образовательную структуру, включающую в себя кроме школы детский сад, художественную галерею, анимационную студию, детский биржевой центр. Работала директором школы «Наследник» и президентом одноимённого образовательного холдинга до 2016 года. В 1999 году стала учредителем Фонда имени С. В. Образцова, является председателем Попечительского совет. Заведующая кафедрой педагогики и методики естественнонаучного образования МИФИ с момента основания кафедры в 2011 году.
В 2006 году была избрана в первый состав новообразованной Общественной палаты России в числе делегатов от межрегиональных и региональных общественных объединений. В 2008, 2010, 2012 годах избиралась в состав Общественной плата от общественных организаций. В 2014 году стала членом Общественной палата по квоте Президента России. С 2014 года Президент фонда «Национальные ресурсы образования». В июле 2016 года избрана председателем Российского общества «Знание». Является Председателем Центрального Общественно-Консультационного Совета Ассоциации негосударственных образовательных организаций регионов России.
В сентябре 2016 года выдвигалась в депутаты Госдумы от партии «Единая Россия», по результатам выборов одержала победу, избрана депутатом Государственной Думы VII созыва по одномандатному избирательному округу № 203 (г. Москва). В связи с избранием в Государственную Думу полномочия Духаниной досрочно прекращены в Общественной Палате РФ.
В настоящее время (2022)  Л. Духанина:
- Член Национального совета при Президенте РФ по профессиональным квалификациям
- Заместитель председателя Наблюдательного совета Российского общества «Знание»
- Председатель Экспертного совета при Комитете Госдумы по науке и высшему образованию
- Координатор проекта ОНФ «Равные возможности — детям»
- Президент Фонда «Национальные ресурсы образования»
- Председатель Ассоциации негосударственного образования.

## Законотворческая деятельность
С 2016 по 2019 год, в течение исполнения полномочий депутата Государственной Думы VII созыва, выступила соавтором 40 законодательных инициатив и поправок к проектам федеральных законов.

## Звания, награды и премии
- Почётный работник общего образования Российской Федерации (2003).
- Почётная грамота Минобразования России (2002).
- Почётное звание «Заслуженный деятель народного просвещения» (2004).
- Член-корреспондент Международной академии менеджмента и Международной Гермес академии.
- Лауреат Премии Правительства Российской Федерации в области образования (2012).
- Благодарность Правительства Российской Федерации (16 декабря 2019 года) — за большой вклад в развитие российского парламентаризма и активную законотворческую деятельность[17].